# Елісабет Марагаль
Елісабет Марагаль (ісп. Elisabeth Maragall, 25 листопада 1970) — іспанська хокеїстка на траві.
Олімпійська чемпіонка 1992 року.